# Repki
Repki è un comune rurale polacco del distretto di Sokołów, nel voivodato della Masovia.
Ricopre una superficie di 168,79 km² e nel 2004 contava 5 881 abitanti.